# Steckborn
Steckborn est une commune suisse du canton de Thurgovie, située dans le district de Frauenfeld. Avant le 1er janvier 2011, la commune a été le chef-lieu du district de Steckborn.

## Toponymie
La première mention remonte à 1209, « Steckboren », puis en 1213 « Stecchiboron », en 1252 « Stekkeboron ». La racine « bur », en vieil allemand, signifie « maison bâtiment, chambre », tandis que le complément pourrait remonter à un nom de personne masculin, « Steccho », « Staccho », ou alors remonter au vieil allemand « stëccho » et désigner un bâton ou poteau [Stecken]. Le toponyme désignerait donc les maisons de Steccho, ou alors des habitations protégées par une palissade.
Jusqu'en 1999, les communes locales (Ortsgemeinden) de Steckborn, Gündelhart-Hörhausen et Salen-Reutenen composaient la municipalité (Munizipalgemeinde) de Steckborn, dont la commune locale de Mammern fit aussi partie jusqu'en 1993.
En 1993, la commune locale (Ortsgemeinde) de Steckborn devient une commune politique.

## Géographie
(février 2022).
Steckborn est établie sur la rive méridionale du lac de Constance (lac Inférieur) entre les deltas générés par deux torrents dévalant la pente du Seerücken. Le lac, large ici d’un kilomètre, marque la frontière avec l’Allemagne. En face se trouve le village allemand de Gaienhofen. La commune comprend le bourg ancien de Steckborn, le territoire de l'ancien couvent de Feldbach, les hameaux de Weier, Riet et Wolfskehlen, ainsi que l'ancien château de Glarisegg et les quartiers résidentiels qui se sont formés récemment sur le versant du Seerücken.

ETH-BIB-Steckborn, vue aérienne du bourg, 1919, par Walter Mittelholzer -LBS MH01-001873

## Histoire

### Époque préhistorique
Des cours d’eau ont créé au pied de la colline du Seerücken des dépôts sédimentaires, sur lesquels au moins trois stations néolithiques ont été établies. Ces premiers peuplements remontent au Néolithique (3800-2700 av. J.-C.), couvrant ainsi les civilisations de Pfyn, de Horgen et de la céramique cordée. On a retrouvé des vestiges de constructions palafittiques à l’est du bourg. Les trouvailles de céramiques, de haches de pierre polie, et de silex sont exposées au musée local (Turmhof).
L’époque romaine (15 av. J.-C. à 400 apr. JC) a également laissé des traces sur les rives du lac. Quelques objets découverts à Eschenz (dont un calendrier à fiches exceptionnel) sont aujourd’hui exposés au musée du Turmhof. Les Alamans font suite aux Romains et se mêlent à la population gallo-romaine.
Deux cimetières du Haut Moyen Âge ont livré de riches trouvailles du VIIe siècle. Un trésor monétaire a également été découvert en 1830 non loin de Steckborn, comprenant 40 monnaies, toutes de provenance d’Afrique du Nord, à l’exception d’un denier de l’époque de Charlemagne.

### Moyen Âge

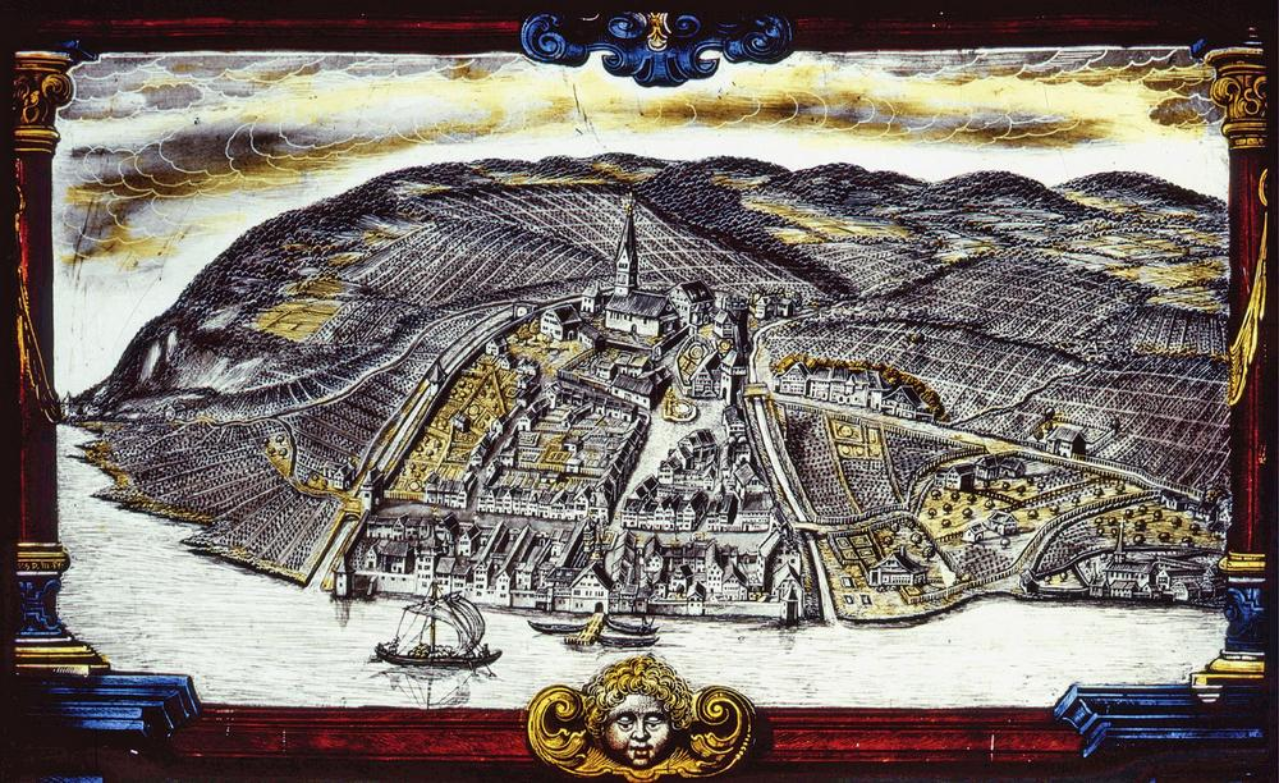
Vue du bourg et du couvent des cisterciennes de Feldbach, vue à vol d’oiseau, depuis le nord. Partie supérieure d’un vitrail de 1667

Vers 1128, la maison forte du Turmhof, aujourd’hui emblématique de Steckborn, logeait l’abbé du couvent de Reichenau, Diethelm de Castell, qui en a fait sa résidence sur le rive méridionale du lac.

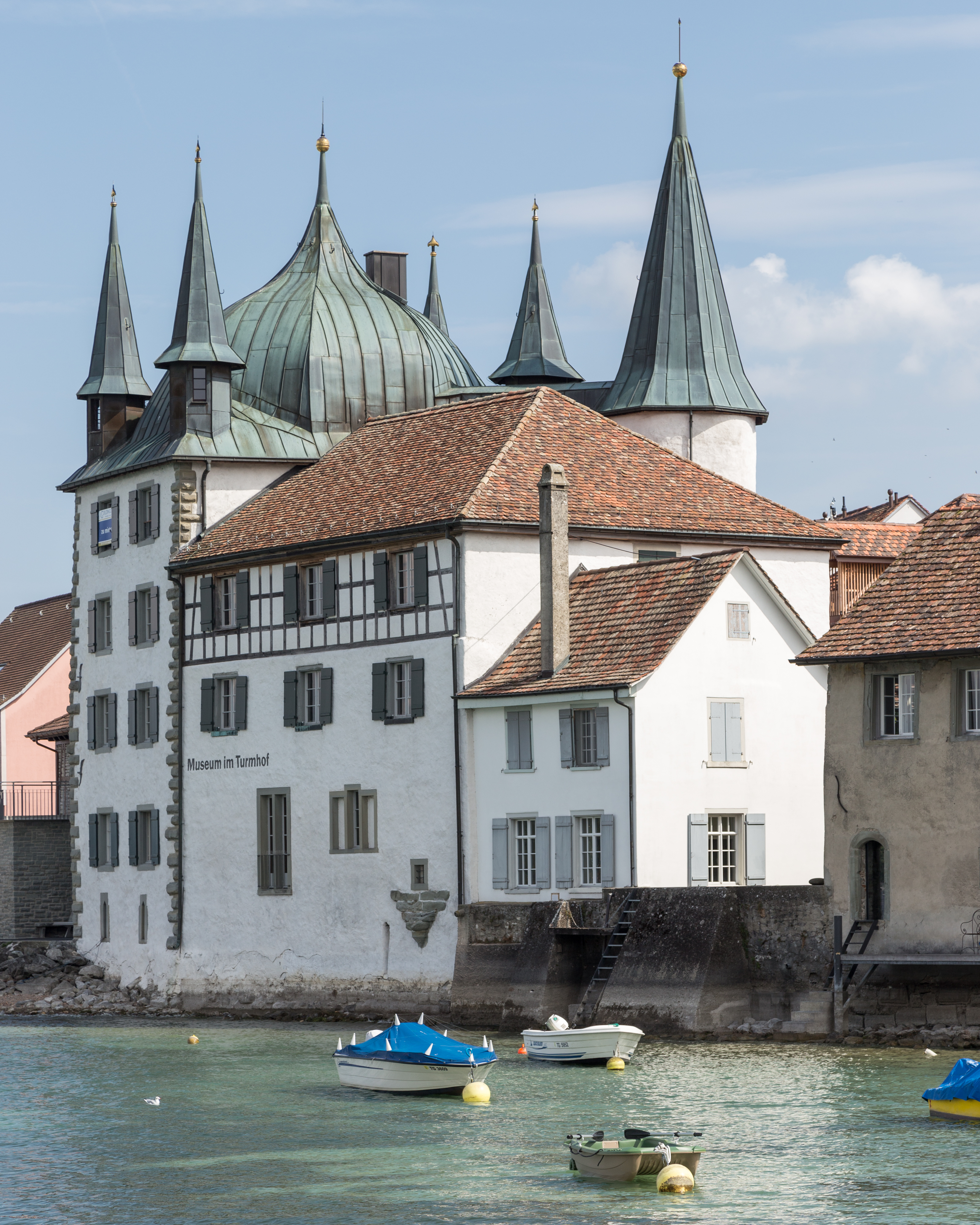
Turmhof à Steckborn

La ville, de plan triangulaire, a été bâtie sur le cône alluvionnaire du Langenergetenbach. Côté lac, se trouvent le Turmhof, fortifié, et l’hôtel de ville, au centre, avec le débarcadère. De la place de l’hôtel de ville, la rue de l’église (Kirchgasse) mène à la place de la porte supérieure (Obertor) pourvue d’une grande fontaine, jusqu’à l’ancienne église Saint-Jacques (à la pointe du triangle).
Une église existait déjà vers l’an 850. Un certain Selbo aurait alors donné ses biens au couvent de Reichenau. Déjà précédemment, cette institution religieuse possédait ici des droits ecclésiastiques et des propriétés foncières. Pour gérer ces biens, le couvent établit un domaine rural (Kehlhof) au voisinage de l’église. Au XIIIe siècle les Von Steckborn, ministériaux de Reichenau, exercent ici des droits baillivaux, et en 1271 Steckborn devient le centre administratif des biens que possède ce couvent en Thurgovie.
En 1290 il est pour la première fois question des franchises de la ville ; un droit de marché, préexistant, est confirmé en 1313 par le roi Henri VII. Le triangle urbain est fortifié au début du XIVe siècle, pourvu de murailles et de tours. Aux XIVe siècle et XIVe siècle, Steckborn se dote d’un Grand et d’un Petit Conseil, et de son propre tribunal (sous la présidence d’un ammann au nom du couvent). La ville gagne aussi des privilèges de type urbain, la bourgeoisie locale cherchant à s’affranchir de sa dépendance de l’abbaye. En 1385, la communauté passe un pacte de combourgeoisie avec la ville de Constance et, à partir de 1481, élit son bourgmestre.
Toutefois l’abbaye, en raison du Turmhof, exerce encore une juridiction à l’intérieur des murs, jusqu’à la vente de cet édifice en 1458. En 1490, ce couvent possède, outre le Kehlhof voisin de l’église, trois moulins, dix maisons, 72 bienfonds, les biens d’église et le droit de pontonnage à travers le lac. Ainsi l’influence de Reichenau se perpétue jusqu’à la Réforme.
Après l’incorporation de l’abbaye au chapitre cathédral de Constance en 1540, la basse justice de Steckborn (y compris à Feldbach et Glarisegg) appartient jusqu’en 1798 à l’évêque de Constance, tandis que les crimes relevant de la haute justice sont jugés par les cantons confédérés qui, depuis 1460, gouvernent le bailliage commun de Thurgovie.
La paroisse médiévale de Steckborn comprenait aussi Salen-Reutenen et, vers 1524, Berlingen ; le couvent de cisterciennes de Feldbach, fondé en 1253-1254, était indépendant d’un point de vue ecclésiastique. L’église Saint-Jacques, agrandie au XIIe et XIIIe siècles, est incorporée à l’abbaye de Reichenau en 1344.

### Époque moderne
Steckborn passe en 1515 à la Réforme, mais en 1534, l’abbaye de Reichenau parvient à réintroduire la célébration de la messe. L’église sera dorénavant paritaire.
En 1540, l'évêque de Constance reprend la seigneurie et la collation des bénéfices des deux confessions. Des conflits religieux opposent fréquemment les protestants (majoritaires) aux catholiques. Un nouvel hôtel de ville est construit en 1667. L'artisanat (poterie d'étain et poêles à carreaux en céramique peinte) contribue à la renommée du village aux  XVIIe et XVIIIe siècles. La ville rachète en 1756 des moulins et les droits d'eau. Commune aisée, Steckborn est à la fin du XVIIIe s. l'un des plus grands propriétaires forestiers de Thurgovie avec ses 600 poses de forêts.
En 1798, Steckborn devient municipalité et chef-lieu de district (jusqu'en 2010). Le couvent de Feldbach et le château de Glarisegg sont incorporés à la commune locale en 1812 et en 1848. Dans le cadre de la sécularisation des autres couvents en Thurgovie, le couvent de Feldbach est supprimé. Les liaisons par voies de terre et d'eau s’améliorent au cours du XIXe siècle : route du lac (1823), route de Frauenfeld (1841-1847), navigation à vapeur sur le lac Inférieur (dès 1825), raccordement au réseau ferroviaire (1874). Le Turmhof abrite un asile des pauvres (dès 1836), puis le musée régional (dès 1937). Sur les terrains de l'ancien couvent de Feldbach, sécularisé en 1848, s'implante une manufacture de soie artificielle (Borvisk SA), qui fonctionne de 1925 à 1974 et emploie en 1929 plus de 1 100 personnes.
Fondée en 1893, l'entreprise de machines à coudre Fritz Gegauf SA (depuis 1932 Bernina) comptait 800 employés en 1995 et 350 en 2010.
La commune connaît après 1970 une diminution du nombre d'emplois et d'habitants qu'elle cherche à contrecarrer en développant le tourisme.

## Culture et patrimoine

### Héraldique
| Blason | Blasonnement : D'azur aux deux bâtons d'or posés en sautoir traversant un anneau de même. Commentaires : Ce blason réunit sans doute un meuble plus ancien, l’anneau, avec une variante des armes de la famille Labhart (bâtons) La forme ancienne de ces armoiries (simple anneau d’or) est visible sur un vitrail de 1543 qui se trouve à l’hôtel de ville ; on la trouve encore plus tard sur la cloche du couvent de Feldbach, vers 1683-1687. L’anneau est peut-être emprunté au blason de la famille Landenberg ou Knöringer, et pourrait être lié au transfert du pouvoir seigneurial de Reichenau au chapitre cathédral de Constance en 1540. Les armoiries de communautés proches, comme Berlingen et Allensbach ont des traits similaires. |

### Monuments et curiosités
(février 2022).

Steckborn, vue d'avion en 1950 par Werner Friedli ETH-BIB-Steckborn-LBS H1-013366

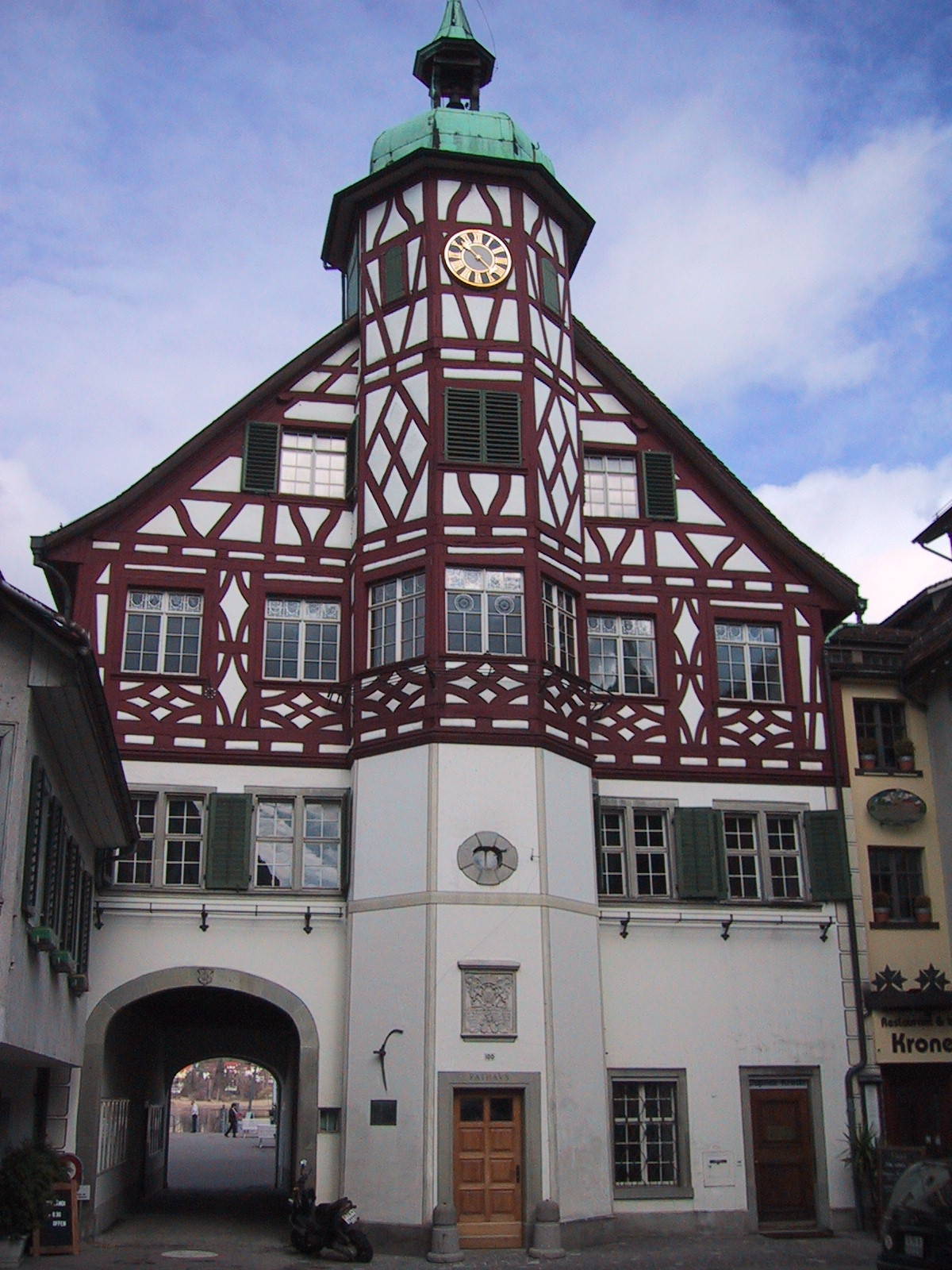
Steckborn, hôtel de ville. Le tribunal de district y siégea de 1798 à 2010

Église protestante. L’église réformée, remplaçant un édifice plus ancien, a été bâtie en 1766-1768 selon les plans de l’architecte épiscopal Franz Anton Bagnato. Elle reçoit en 1833-1835 un nouveau clocher d’inspiration néoclassique, élevé par Rudolf Hofmann d’après des plans de Gustav Albert Wegmann (de). Ce lieu de culte est utilisé paritairement avec les catholiques jusqu'en 1963. Église catholique Saint-Jacques. Dès 1962, la forte immigration étrangère justifie la construction d’un lieu de culte propre aux catholique. Le clocher, haut de 42 m, a été revêtu de panneaux solaires en 1993.
Une partie de l’ancien mur d’enceinte est conservée.
Voir aussi :
- Turmhof
- Hôtel de ville
- Château de Glarisegg

## Population
| Pour des raisons techniques, il est temporairement impossible d'afficher le graphique qui aurait dû être présenté ici. |

|                     | 1850 | 1900 | 1950 | 1990 | 2000 | 2010 | 2019 |
| ------------------- | ---- | ---- | ---- | ---- | ---- | ---- | ---- |
| Politische Gemeinde |      |      |      |      | 3320 | 3497 | 3736 |
| Munizipalgemeinde.  | 2292 | 2541 | 3798 | 4466 |      |      |      |
| Ortsgemeinde        | 1509 | 1733 | 2846 | 3381 |      |      |      |

En 2019, sur un total de 3 736 habitants, 1003, c'est-à-dire 26,89% étaient des citoyens étrangers. 1182 (31,64 %) étaient de confession réformée, et 1093 (29,26 %) catholiques romains.

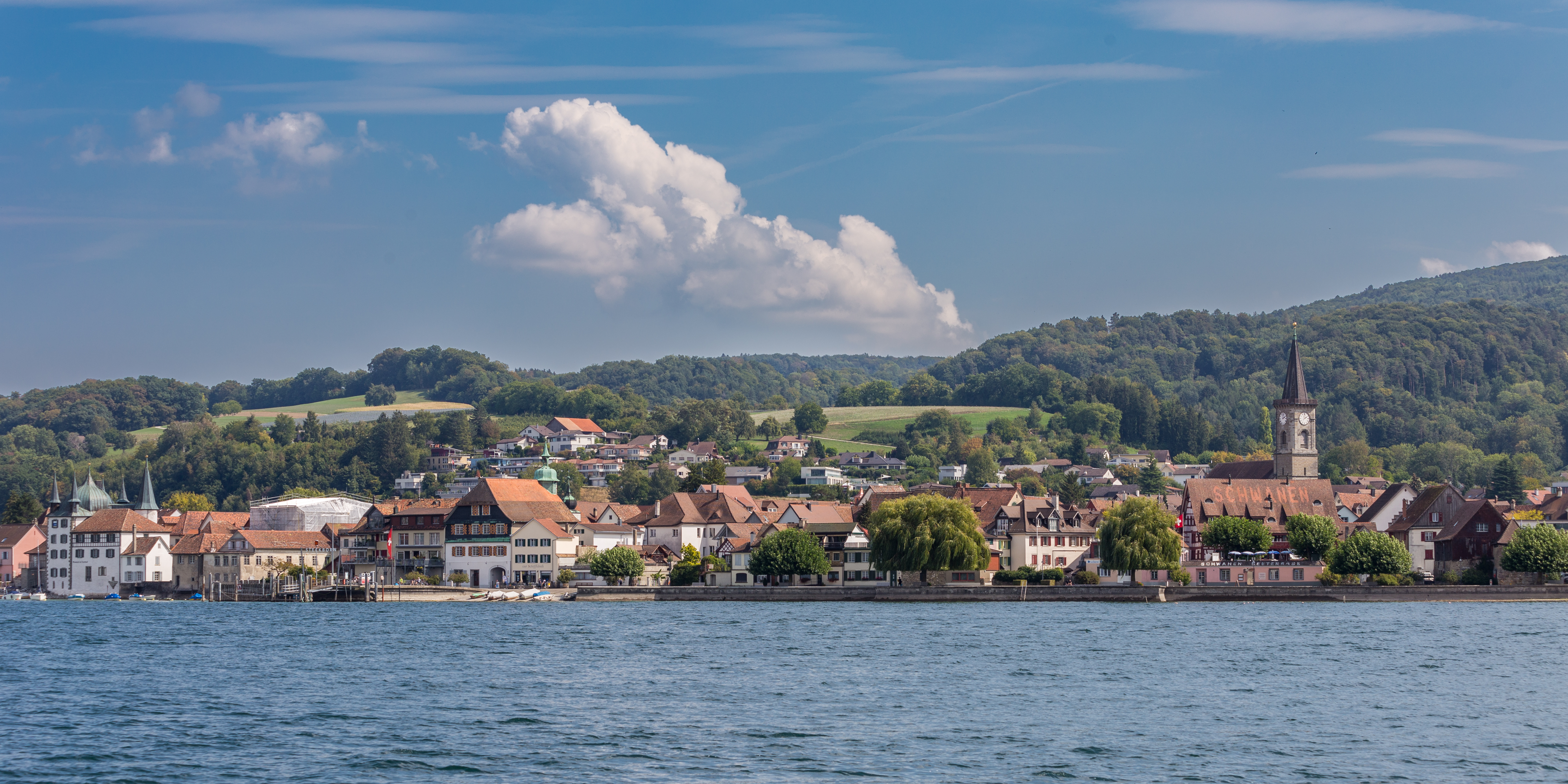
Vue générale de Steckborn
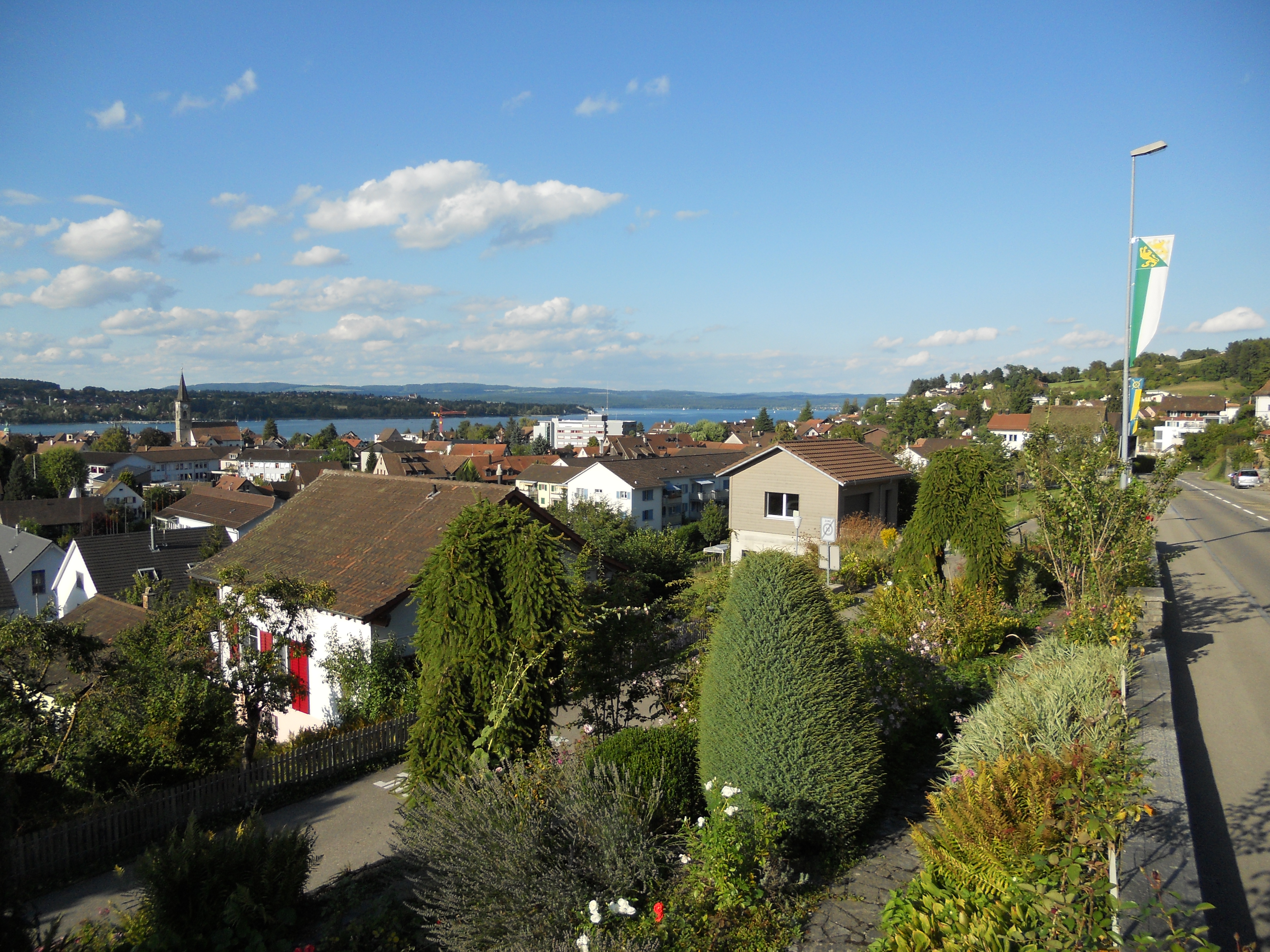
Steckborn – vue sur le bourg et le lac
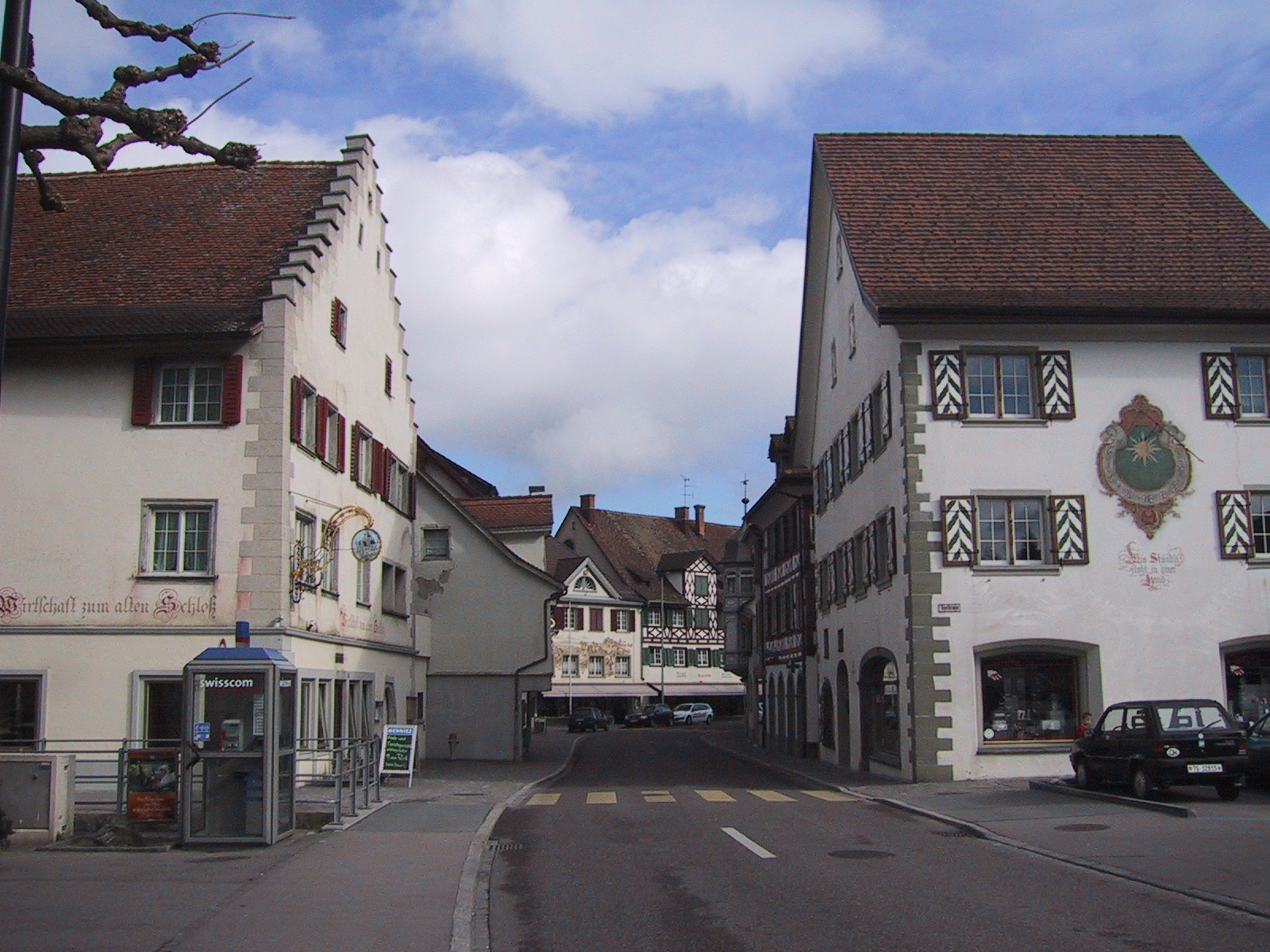
Entrée occidentale de la ville
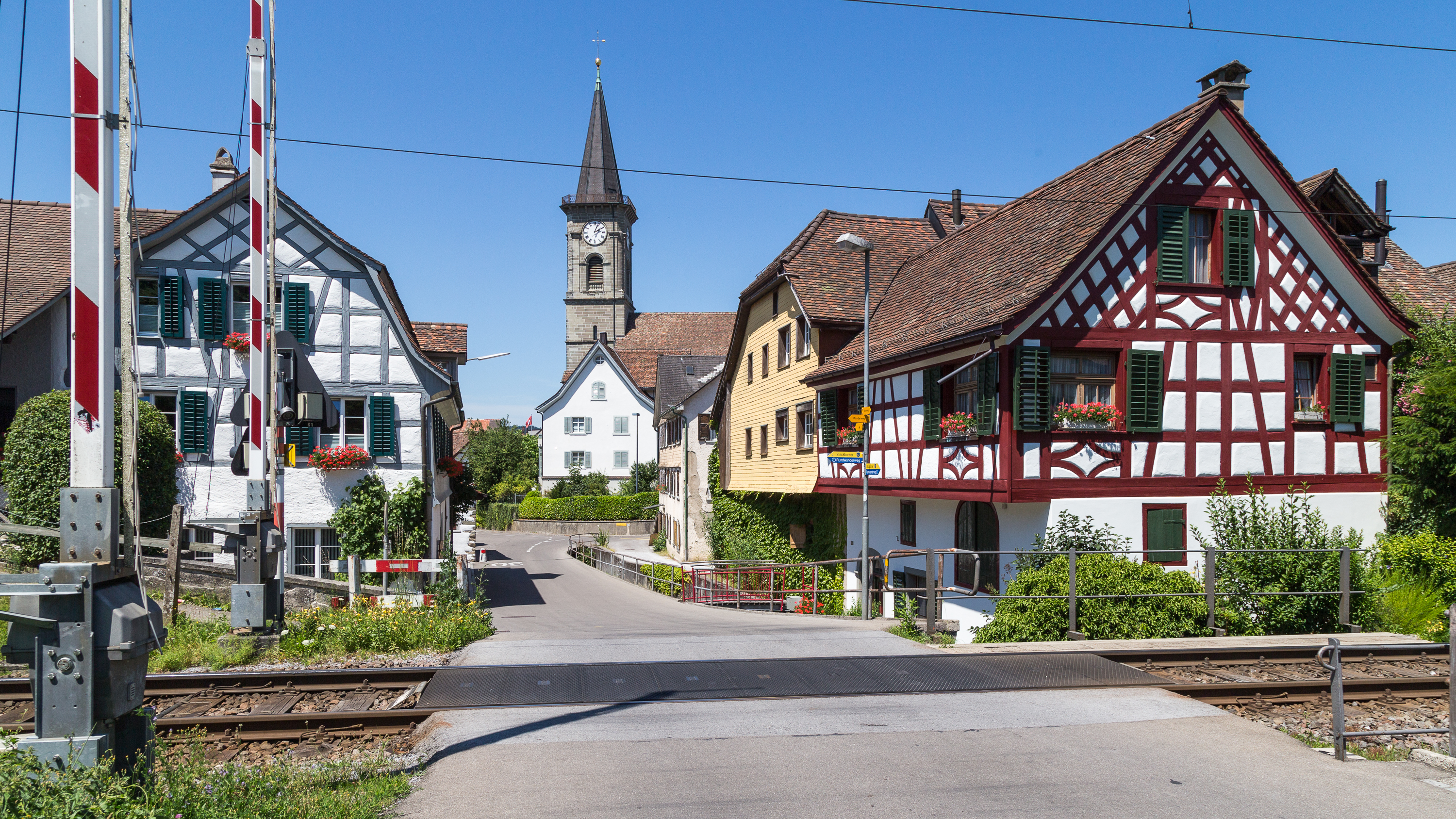
« Dorfstrasse » et église réformée
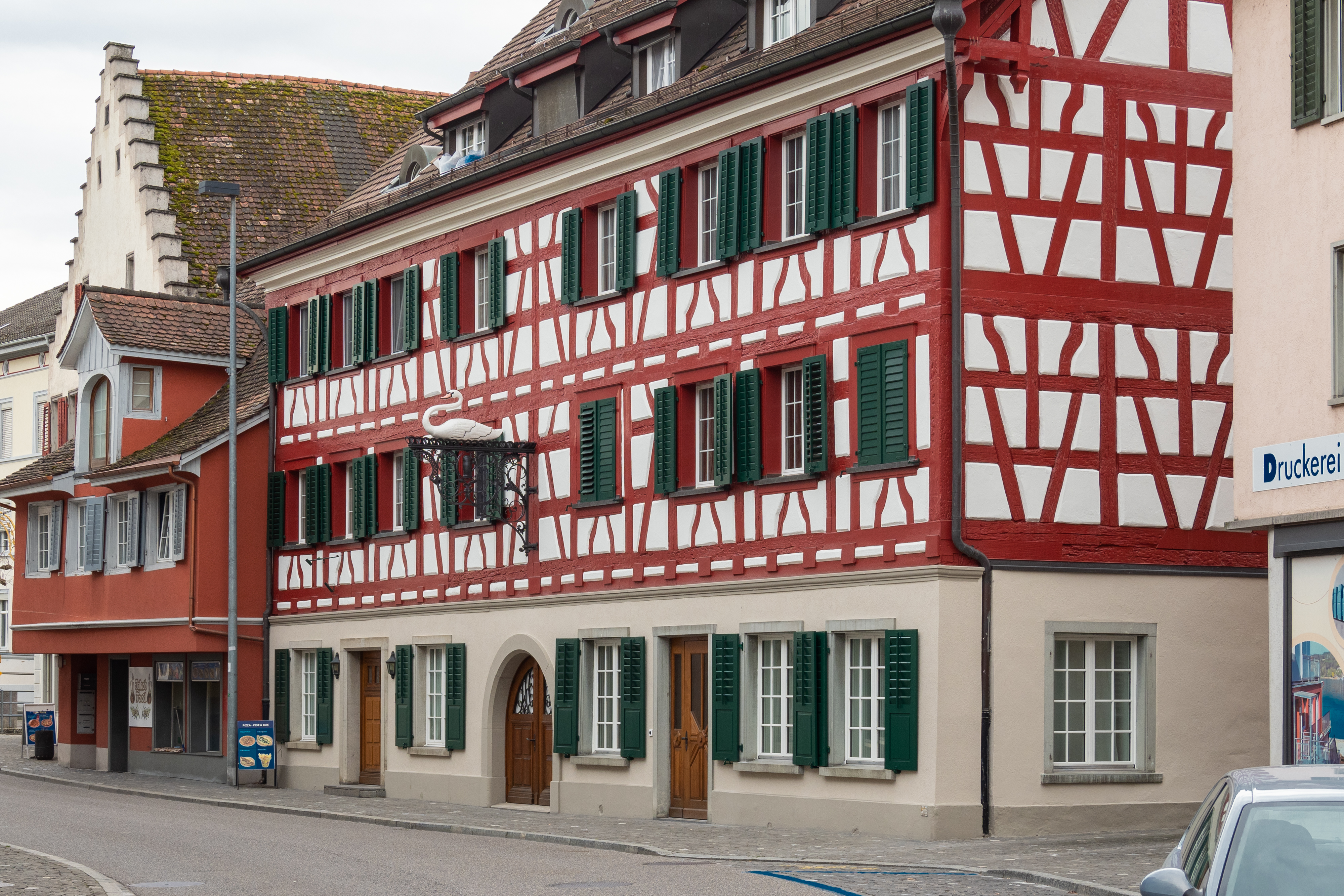
Ancien Hôtel du Cygne (« zum Schwanen »)